# Saint-Jean-du-Bois
Saint-Jean-du-Bois – miejscowość i gmina we Francji, w regionie Kraj Loary, w departamencie Sarthe.
Według danych na rok 1990 gminę zamieszkiwało 471 osób, a gęstość zaludnienia wynosiła 32 osoby/km² (wśród 1504 gmin Kraju Loary Saint-Jean-du-Bois plasuje się na 857. miejscu pod względem liczby ludności, natomiast pod względem powierzchni na miejscu 790.).